# Pterochromis congicus
Pterochromis congicus ist eine afrikanische Buntbarschart, die im Einzugsgebiet des oberen und mittleren Kongo, sowie in den Seen Pool Malebo und Tumba vorkommt. Es liegen jedoch auch Meldungen über ein Vorkommen im Gribingui, einem südlichen Nebenfluss des oberen Schari in der Zentralafrikanischen Republik vor.

## Merkmale
Die Fische werden 15 bis 20 cm lang, sind großköpfig und hochrückig. Die Standardlänge beträgt das 2,5fache der Körperhöhe. Das große Maul ist stark schräg gestellt. Das Kopfprofil ist über den Augen eingebuchtet. Die Augen sind relativ groß, ihr Durchmesser ist etwa so groß wie die Länge des Maules. Ober- und Unterkiefer sind mit drei Zahnreihen besetzt. Auf dem ersten äußeren Kiemenbogen sind die Kiemenreusendornen lang und spitz. Die Brustflossen sind so lang wie der Kopf. Die ersten Flossenstrahlen der Bauchflossen sind fadenartig verlängert und reichen bis zum Ansatz der Afterflosse. Die Schwanzflosse ist leicht abgerundet. Der Schwanzstiel ist etwas höher als lang. Die Schuppen sind cycloid.
- Flossenformel: Dorsale XIII/11, Anale III/8.

Pterochromis congicus ist grau bis graubraun gefärbt. Auf den Körperseiten können undeutlich sichtbare, unregelmäßige Flecken oder zwei Längsreihen vorhanden sein. Ein dunkler Fleck liegt auf den Kiemendeckeln; auf der Rückenflosse kann ein Tilapiafleck vorhanden sein. Die unpaaren Flossen und die Bauchflossen sind ähnlich gefärbt wie der Körper, können jedoch auch dunkle oder helle Flecken oder Punkte zeigen. Die Brustflossen sind transparent.
Ökologie und Fortpflanzung des Cichliden sind kaum bekannt. Wahrscheinlich ernährt er sich carnivor.

## Systematik
Pterochromis congicus wurde 1897 durch den belgisch-britischen Zoologen George Albert Boulenger als Pelmatochromis congicus beschrieben und 1973 durch die britische Ichthyologin Ethelwynn Trewavas in die Gattung Pterochromis überführt, die seitdem monotypisch geblieben ist. Mit der Gattung Pelmatochromis ist Pterochromis congicus jedoch nah verwandt. Beide Gattungen zusammen bilden die Tribus Pelmatochromini.